# Аугуст Рейнберг
Аугуст Рейнберг (латис. Augusts Reinbergs; 28 березня 1860 — 30 липня 1908) — латвійський архітектор.

## Біографія
Народився в Ризі 28 березня 1860 року. Навчався в Ризькій міській гімназії, потім навчався в Ризькій політехніці (1877—1881), був членом студентської корпорації «Рубонія». Працював у архітектора Роберта Пфлюга асистентом (1881—1883), навчався в Італії, Франції та Німеччини (1884—1885), був асистентом Ризької політехніки (1885—1886). У 1889 році Райнберг був одним із засновників Ризького товариства архітекторів, а також був його першим головою.
З 1890 по 1899 рік Рейнберг працював архітектором у Санкт-Петербурзі і був удостоєний звання художника 2-го ступеня Імператорською академією мистецтв. У 1899 році повернувся до Риги. Помер 30 липня 1908 року у парафії Лігатне.

## Проекти
У 1899 році Аугуст Рейнберг виграв конкурс на проект будівлі Латвійського національного театру (тоді Другий театр міста Риги). За його проектом збудовано кілька будівель, серед яких Стренчінська психоневрологічна лікарня, Латвійський національний театр та Банк Латвії.